# Oscar Bronner

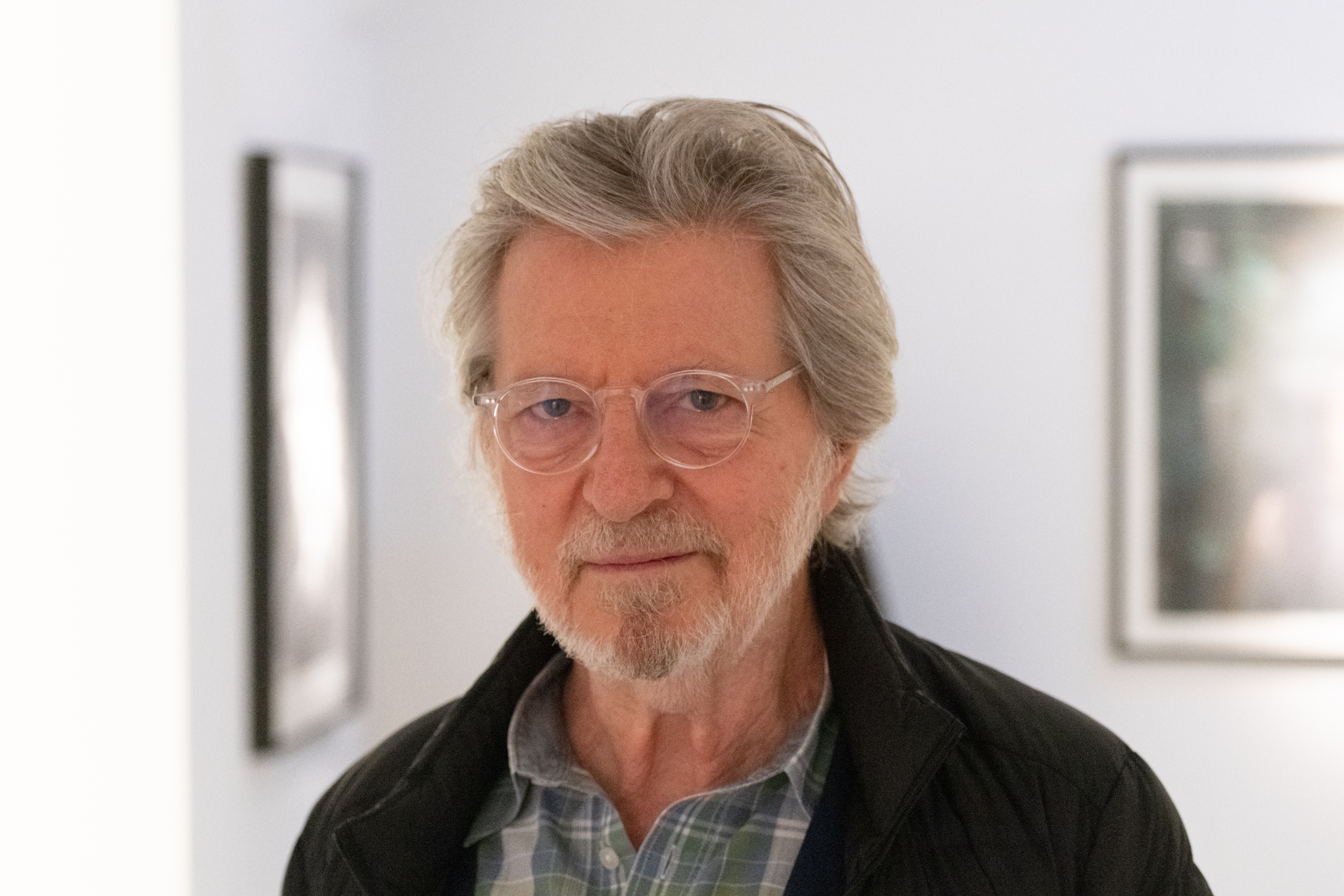
Oscar Bronner (2023)

Oscar Bronner (* 14. Jänner 1943 in Haifa, Palästina) ist ein österreichischer Journalist und Künstler. Er ist Gründer der Nachrichtenmagazine trend und profil sowie Herausgeber der ebenfalls von ihm gegründeten Tageszeitung Der Standard.

## Leben und Wirken

### Jugend und Journalismus
Oscar Bronner wurde 1943 in Haifa als erster Sohn des späteren Kabarettisten Gerhard Bronner geboren. Gerhard Bronner war 1938 nach dem „Anschluss“ Österreichs als Jugendlicher allein nach Palästina geflüchtet, da sein Vater und sein Bruder Oskar (gestorben 1938 im KZ Dachau) interniert waren. Oscar Bronner stammt aus einer jüdischen Familie und versteht sich als Jude, ohne religiös zu sein.
1948, kurz vor der Gründung des Staates Israel, kam Oscar mit seinem zurückkehrenden Vater per Schiff und Bahn nach Wien. Schon als Kind lernte er Helmut Qualtinger kennen, der mit seinem Vater zusammenarbeitete und gelegentlich in Oscars Kinderzimmer in der Wohnung am Passauer Platz in der Inneren Stadt übernachtete.
Oscar Bronner arbeitete als Beleuchter und Regieassistent im Theater seines Vaters, als Volontär der Arbeiter-Zeitung und beim Boulevardblatt Express. Er verkehrte im Café Hawelka, wo er mit Karel Schwarzenberg und Kurt Moldovan bekannt wurde. Zu seinen journalistischen Themen gehörten der Fall Novak (Eichmanns „Fahrdienstleiter des Todes“) sowie NS-Richter, die nach 1945 in Österreich Karriere machten. Für kurze Zeit betrieb Oscar Bronner eine Werbeagentur.

### Mediengründer und Maler
1970 gründete Bronner das Wirtschaftsmagazin trend und das Nachrichtenmagazin profil. Der Kurier, der hierauf selbst ein Wirtschaftsmagazin gründete und Bronner, wie er sich erinnert, seine Mannschaft abwarb, „änderte ... die Strategie. Ich bekam ein Angebot, das ich nicht ablehnen konnte“. 
Der Verleger verkaufte 1974 beide Magazine und übersiedelte nach New York, wo er als Maler lebte (mehrere Ausstellungen in den Vereinigten Staaten und Europa). Er verkehrte dort unter anderen mit den Ex-Wienern Frederic Morton und Serge Sabarsky.

### Der Standard-Verleger und -Herausgeber
1986 kehrte er nach Wien zurück und gründete 1988 mit (heute nicht mehr bestehender) finanzieller Beteiligung der Axel Springer AG die auf lachsrosa Papier gedruckte Tageszeitung Der Standard, deren Verleger und Herausgeber er ist; bis 2007 war er auch ihr Chefredakteur. Laut eigener Aussage war seine Intention, eine Qualitätszeitung wie die New York Times, die Süddeutsche Zeitung oder die Frankfurter Allgemeine Zeitung einzuführen, er gebe sich aber bis zur Erreichung dieses hochgesteckten, langfristigen Ziels mit einem am lokalen Wettbewerb orientierten Anspruch zufrieden: „Ich will, dass der Leser, die Leserin für die Entscheidungen, die er oder sie trifft, über qualifiziertere Information verfügt, als es ohne meine Tätigkeit der Fall wäre. Mehr Anspruch habe ich nicht.“
Oscar Bronner ist regelmäßiger Teilnehmer der Bilderberg-Konferenz.
Im Dezember 2008 lehnte er die Annahme einer vom Branchenmagazin Der österreichische Journalist vergebenen Auszeichnung für sein Lebenswerk ab, da eben diese Auszeichnung auch an den Krone-Kolumnisten Michael Jeannée vergeben wurde. „Da dieser Herr eine Form des Journalismus betreibt, die meinem Lebenswerk diametral entgegensteht, kann es sich bei meiner Kür wohl nur um einen Irrtum handeln“, so seine Begründung.

### Rückkehr zur Kunst
Auf seiner Homepage gab Bronner bekannt, dass er 2009 zur Malerei und 2015 zur Bildhauerei zurückgekehrt sei. Im Mai 2014 verließ er den Vorstand der Tageszeitung Der Standard.

### Künstlerisches Schaffen
Der Kunsthistoriker Dieter Ronte schrieb 1985 über Bronner: „Oscar Bronner arbeitet in Serien. Auf die Serien der Blumen, der Männer sind von Anfang 1983 bis Mitte 1984 die Landschaften gefolgt, die ihrerseits den Porträts (Jakov Lind) und den Akten vorausgehen“. Solche Serien sind unter anderem:
- Landschaften 1983[9]
- Portraits 1984[10]
- Akte 1985[11]

## Ausstellungen
Einzelausstellungen
- 2018: Galerie Ulysses, Wien[14]
- 2016: Galerie am Stein, Schärding[15]
- 2015: Galerie Clairefontaine, Luxemburg[16]
- 2015: Galerie Ulysses, Wien[17]
- 2014: tresor, BA Kulturforum, Wien[18]
- 2013: tresor, BA Kulturforum, Wien
- 1988: Galerie Würthle, Wien[19]
- 1986: Galerie Nikki Diana Marquardt, Paris
- 1985: Österreichische Postsparkasse, Wien
- 1984: A.M.Sachs Gallery, New York
- 1982: Galerie Heike Curtze, Düsseldorf
- 1981: Österreichisches Kultur Institut, New York
- 1980: Galerie Heike Curtze, Düsseldorf
- 1980: Galerie Heike Curtze, Wien

## Familie
Oscar Bronner ist seit 1988 mit Andrea Bronner, Psychotherapeutin und Fachärztin für Neurologie, verheiratet und hat drei Kinder. Alexander Mitteräcker, sein ältester Sohn aus einer früheren Beziehung, ist einer von drei Vorständen der Bronner Online AG. 
Tochter Laura absolvierte ein Praktikum beim profil und studierte in Oxford Politikwissenschaft. 
Sie arbeitet als Politikwissenschaftlerin an der ETH Zürich.
Ein Halbbruder von Oscar Bronner war der Pianist David Bronner (1965–2023).